# Обер, Жозеф
Жозеф Жан Феликс Обер (фр. Joseph-Jean-Félix Aubert; 20 августа 1849, Нант — 23 мая 1924, Saint-André-d'Ornay около Ла-Рош-сюр-Йон, Вандея) —  французский художник, работавший в сфере религиозной живописи. Также известен, как создатель картин, посвящённых Вандейскому мятежу.

## Биография
Уроженец Нанта. В 1872 году женился на дочери математика Жана-Клода Буке, а в следующем, 1873 году, поступил в Школу изящных искусств в Париже, где учился у Александра Кабанеля. Обер украсил фресками церкви Нотр-Дам-де-Шан в Париже и Нотр-Дам-де-Безансон в Безансоне, церковь Сен-Поль в Шарантон-ле-Поне и ряд других. Помимо фресок, он занимался созданием эскизов для витражей.
Обер был востребованным художником. В 1898 году он приобрёл чрезвычайно живописно расположенное шато (поместье) «Эрмитаж» в Мансенан-Лизерне, департамент Ду, где имел обыкновение проводить лето и устроил свою мастерскую.
Сегодня Обер больше всего известен своей картиной «Потопления в Нанте» (казни революционерами вандейцев), оригинал которой хранится в Музее изящных искусств Нанта, а этюд — в Музее истории и искусств Шоле.

## Галерея
- Богоматерь перед верными. Фреска церкви Нотр-Дам-де-Шан, Париж.
- Иисус Христос и Святая Вероника (Плат Вероники).
- Потопления в Нанте.
- Христианские святые. Фреска в церкви Нотр-Дам-де-Безансон.
- Эпоха ассирийцев и египтян. Эскиз росписи для зала мужской гимназии на улице Домбаль в Париже. Городской музей Парижа (Малый дворец).
- Эпоха древних греков. Эскиз росписи для зала мужской гимназии на улице Домбаль в Париже. Городской музей Парижа (Малый дворец).